# Юкагирський національний (кочовий) наслег
Юкагирський національний (кочовий) наслег (якут. Дьүкээгир национальнай көһө сылдьар нэһилиэк) — муніципальне утворення і адміністративно-територіальна одиниця в Усть-Янському улусі Якутії (Росія). Наслег розташований на північному сході улусу. Єдиний населений пункт — Юкагир.
Юкагирський національний (кочовий) наслег утворено 5 жовтня 1992 року виділенням зі складу Казачинського наслегу.

## Населення
| 2002 | 2010 | 2011 | 2012 | 2013 | 2014 | 2015 |
| ---- | ---- | ---- | ---- | ---- | ---- | ---- |
| 106  | ↗128 | ↘127 | ↘123 | ↘122 | ↘120 | ↗126 |
| 2016 | 2017 | 2018 |      |      |      |      |
| ↘123 | ↘122 | ↗124 |      |      |      |      |

## Інфраструктура
У наслезі є основна школа з 20 учнями, дитячий садок, фельдшерсько-акушерський пункт і будинок культури.